# Lauriea
Lauriea is een geslacht van kreeftachtigen uit de familie van de Galatheidae. De wetenschappelijke naam van het geslacht werd voor het eerst geldig gepubliceerd in 1971 door Baba. De typesoort van het geslacht is Galathea gardineri.

## Soorten
De volgende soorten zijn bij het geslacht ingedeeld:
- Lauriea adusta Macpherson & Robainas-Barcia, 2013
- Lauriea crucis Macpherson & Robainas-Barcia, 2013
- Lauriea gardineri (Laurie, 1926)
- Lauriea punctata Macpherson & Robainas-Barcia, 2013
- Lauriea siagiani Baba, 1994
- Lauriea simulata Macpherson & Robainas-Barcia, 2013
- Lauriea teresae Macpherson & Robainas-Barcia, 2013